# Hydranthea aloysii
Hydranthea aloysii är en nässeldjursart som först beskrevs av Zoja 1893.  Hydranthea aloysii ingår i släktet Hydranthea och familjen Lovenellidae. Inga underarter finns listade i Catalogue of Life.